# Florian Marciniak

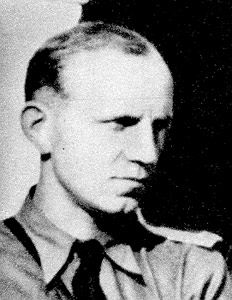
Florian Marciniak

Florian Marciniak (* 4. Mai 1915 in Gorzyce bei Czempiń; † 20. Februar 1944 im  KZ Groß-Rosen) war ein polnischer Widerstandskämpfer gegen die deutschen Besatzung Polens 1939–1945 und erster Befehlshaber der Szare Szeregi.

## Lebenslauf
Er wurde als Sohn von Paweł Marciniak und dessen Ehefrau Wiktoria geboren und hatte neun Geschwister. Florian Marciniak wuchs in Großpolen auf.  Nach dem Abitur studierte er Jura an der Universität in Posen. Kurz vor dem Ausbruch des Zweiten Weltkrieges war er als Bankangestellter tätig. Schon in der Schulzeit gehörte er der Pfadfinderbewegung an, seit dem 10. Mai 1938 war er der jüngste Pfadfinderführer (poln. harcmistrz - oberster Ausbildergrad in der Organisation) in Polen. Am 27. September 1939 - kurz vor der Kapitulation Warschaus - wurde Florian Marciniak zum Befehlshaber der Szare Szeregi ernannt. In der Organisation setzte er das Prinzip „Erziehung durch den Kampf“ um. Unter seiner Leitung begannen die Grauen Reihen die Widerstandsbewegung gegen die deutsche Besetzung Polens zu organisieren. Am 6. Mai 1943 wurde Florian Marciniak von der Gestapo verhaftet. Sowohl ein verzweifelter Fluchtversuch während des Transports nach Posen als auch die Befreiungsversuche durch die Mitglieder der Grauen Reihen waren erfolglos. Florian Marciniak wurde zuerst nach Posen und später zum Konzentrationslager Groß-Rosen überführt, wo er am 20. Februar 1944 hingerichtet wurde.

## Posthume Ehrung
Im Jahre 2006 wurde er posthum mit dem Orden Polonia Restituta ausgezeichnet.